# Granite Falls (Karolina Północna)
Granite Falls – miasto w Stanach Zjednoczonych, w stanie Karolina Północna, w hrabstwie Caldwell.